# Oedalechilus labiosus
Oedalechilus labiosus är en fiskart som först beskrevs av Valenciennes, 1836.  Oedalechilus labiosus ingår i släktet Oedalechilus och familjen multfiskar. Inga underarter finns listade i Catalogue of Life.